# Saudinos Ritouret
La maison D. Saudinos Ritouret est une entreprise spécialisée dans les objets de culte (chapelets, médailles, chapelets, bénitiers, cartes pieuses, statues d'église, canivets),.
En 1875, elle est dirigée par la veuve Saudinos. 
En 1875 et 1880, elle tient boutique au 6 place Saint-Sulpice à Paris ; en 1918, elle est installée aux 2, 4 et 6 place Saint-Sulpice à Paris.
En 1875, elle ouvre une succursale près de la chapelle provisoire aménagée sur la butte Montmartre, et est « concessionnaire exclusif de l'œuvre du Vœu National ». En 1894, après l'achèvement de la basilique, elle obtient un second point de vente.
En 1914-1918, elle a aussi une manufacture d'objets de religion à Vertolaye, dans le Puy-de-Dôme. 
Sa marque est D.S.R. : on la trouve par exemple sur des statues de la vierge en régule.